# Station Birmingham Snow Hill
Birmingham Snow Hill is een spoorwegstation van National Rail en Midland Metro in Birmingham in Engeland. Het station is eigendom van Network Rail en wordt beheerd door West Midland Trains.

## Afbeeldingen

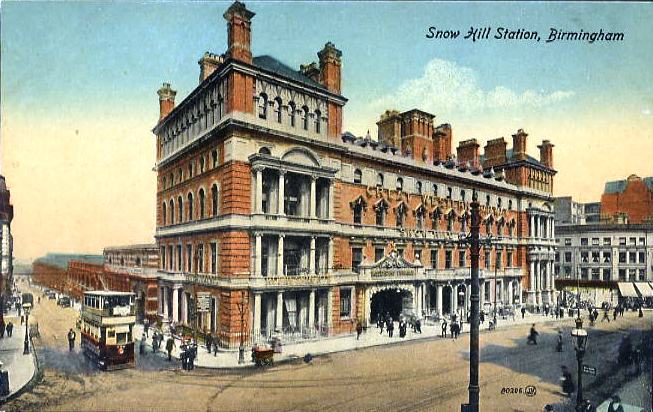
Stationsgebouw, circa 1900
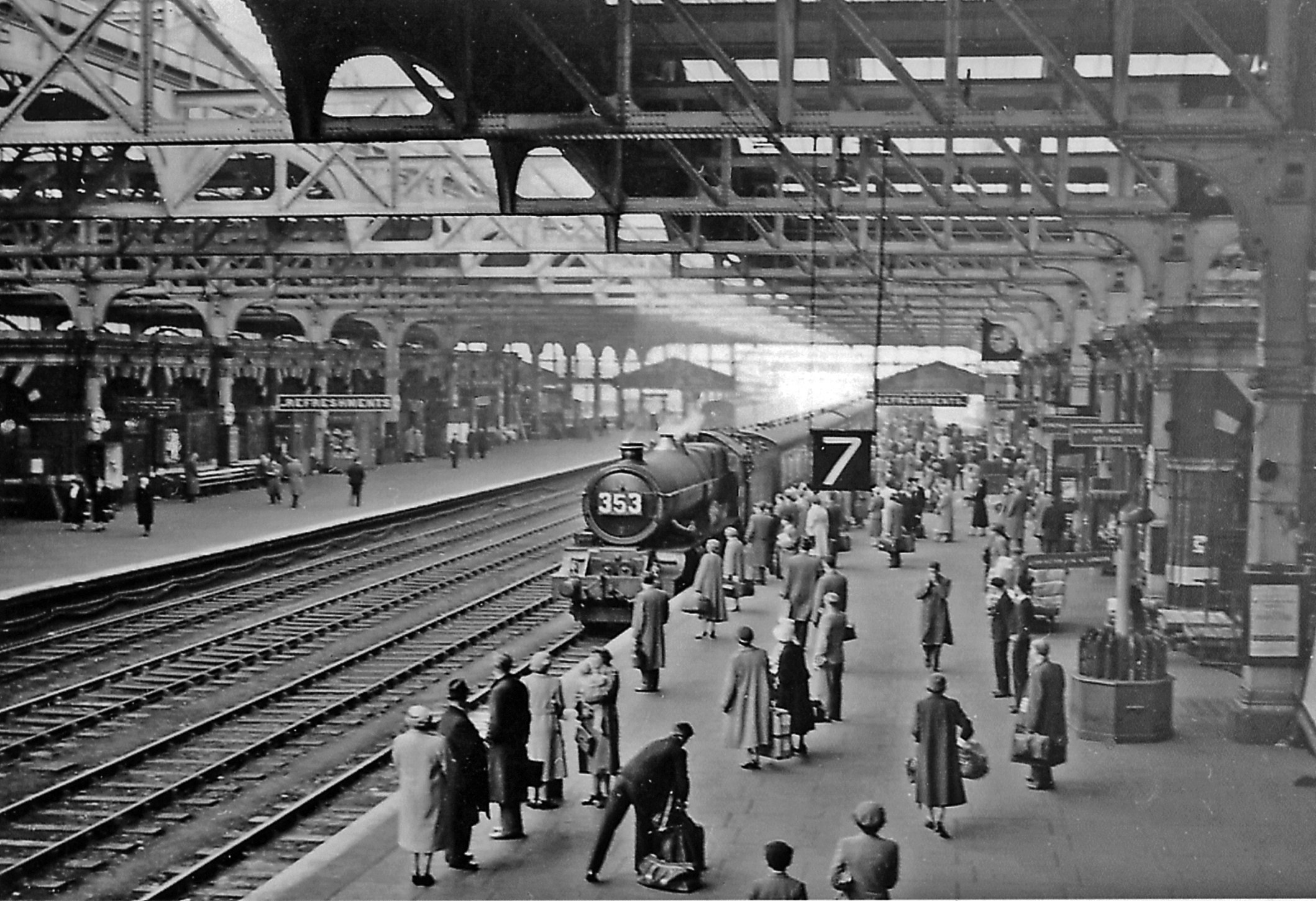
Perrons, 1957
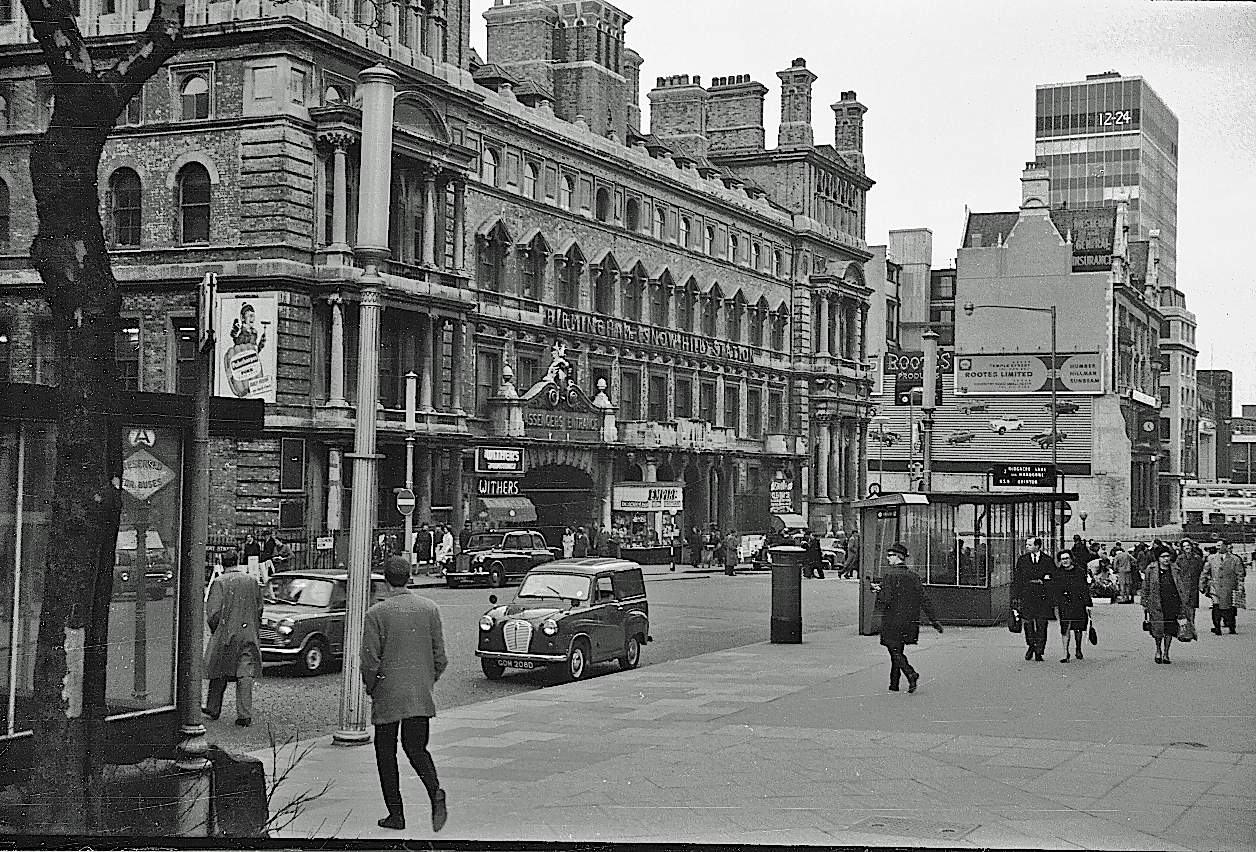
Stationsgebouw, 1967